# Anatole Katok

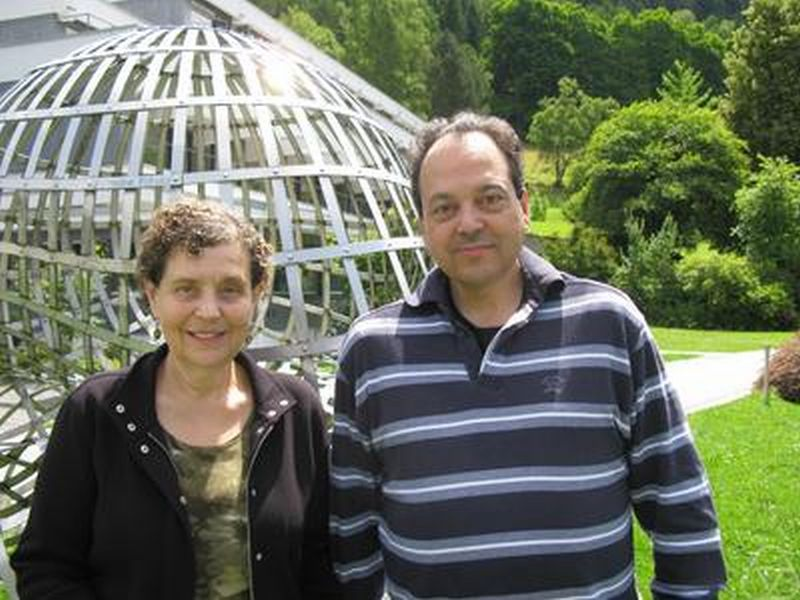
Svetlana et Anatole Katok à Oberwolfach en 2009.

Anatole Boris Katok, né le 9 août 1944 à Washington et mort le 30 avril 2018 à Danville (Pennsylvanie), est un mathématicien américain d'origine russe. De son vivant directeur du Centre de dynamique et de géométrie à l'université d'État de Pennsylvanie, son principal domaine de recherche est la théorie des systèmes dynamiques, en particulier la théorie ergodique.

## Biographie
Anatole Katok, né durant la seconde guerre mondiale aux États-Unis, passe la première partie de sa vie en URSS. Il termine ses études à l'université Lomonossov, où il obtient son diplôme en 1965 et son doctorat en 1968, avec une thèse intitulée Applications of the Method of Approximation of Dynamical Systems by Periodic Transformations to Ergodic Theory dirigée par Iakov Sinaï.
En 1978, Anatole Katok émigre avec sa famille aux États-Unis. Il enseigne, dans trois départements de mathématiques américains : l'université du Maryland (1978-1984), le California Institute of Technology (1984-1990) et, à partir de 1990, à l'université d'État de Pennsylvanie, où il occupe la chaire Raymond N. Shibley à partir de 1996.

## Recherche
Katok, avec Elon Lindenstrauss et Manfred Einsiedler, obtient des résultats partiels sur la conjecture de Littlewood en théorie des approximations diophantiennes
Anatole Katok est marié à la mathématicienne Svetlana Katok, qui travaille également sur les systèmes dynamiques et participe avec Anatole Katok au projet MASS destiné aux étudiants de premier cycle de l'université d'État de Pennsylvanie.
Son livre A first course in Dynamics, écrit avec son élève Boris Hasselblatt, est l'un des ouvrages de référence sur les systèmes dynamiques.

## Prix et distinctions
En 1983, Anatole Katok est conférencier invité au Congrès international des mathématiciens de Varsovie (contribution : Nonuniform hyperbolicity and structure of smooth dynamical systems). Il était membre de l'American Mathematical Society et, depuis 2004, de l'Académie américaine des arts et des sciences.

## Publications (sélection)

### Ouvrages
- Anatole B. Katok et Boris Hasselblatt, Introduction to the modern theory of dynamical systems, Cambridge University Press, coll. « Encyclopedia of mathematics and its applications » (no 54), 1995 (ISBN 978-0-521-34187-5)

- Boris Hasselblatt et Anatole Katok, A first course in dynamics: with a panorama of recent developments, Cambridge University Press, 2003 (ISBN 978-0-521-58750-1).

- Anatole B. Katok, Combinatorial constructions in ergodic theory and dynamics, American Mathematical Society, coll. « University lecture series » (no 30), 2003 (ISBN 978-0-8218-3496-1, lire en ligne).
- Anatole Katok and Boris Hasselblatt (eds.) Handbook of Dynamical Systems, Vol 1A, Elsevier 2002,  (ISBN 0-444-82669-6).
- Anatole Katok and Boris Hasselblatt (eds.) Handbook of Dynamical Systems,  Vol 1B, Elsevier 2005,  (ISBN 0-444-52055-4).
- Anatole Katok and Vaughn Climenhaga, Lectures on Surfaces: (Almost) Everything You Wanted to Know about Them, Pennsylvania State University – AMS, 2008,  (ISBN 978-0-8218-4679-7).

- Anatole Katok et Vaughn Climenhaga, Lectures on surfaces: (almost) everything you wanted to know about them, American mathematical society, coll. « Student mathematical library » (no 46), 2008 (ISBN 978-0-8218-4679-7, lire en ligne)

- Anatole Katok et Viorel Niţica, Rigidity in higher rank abelian group actions. 1: Introduction and cocycle problem, Cambridge Univ. Press, coll. « Cambridge tracts in mathematics », 2011 (ISBN 978-0-521-87909-5, lire en ligne)

### Articles
- avec Dmitri Anosow: New examples in smooth ergodic theory. Ergodic diffeomorphisms. (russe) Trudy Moskov. Mat. Obšč. 23 (1970), 3–36. (Traduction : Trans. Moscow Math. Soc. 23 (1970), 1–35.)
- avec A. M. Stepin: Approximations in ergodic theory. (russe) Uspehi Mat. Nauk  22  1967 no. 5 (137), 81–106.
- avec A. N. Zemljakow: Topological transitivity of billiards in polygons. (russe) Mat. Zametki 18 (1975), no. 2, 291–300. (Traduction : Math Notes 18 (1975), no. 1–2, 760–764 (1976).)
- Lyapunov exponents, entropy and periodic orbits for diffeomorphisms. Publications mathématiques de l'IHÉS No. 51 (1980), 137–173.
- avec Jean-Marie Strelcyn, François Ledrappier, Feliks Przytycki: Invariant manifolds, entropy and billiards; smooth maps with singularities. Lecture Notes in Mathematics, 1222. Springer-Verlag, Berlin, 1986.  (ISBN 3-540-17190-8)
- avec Steven Hurder: Differentiability, rigidity and Godbillon-Vey classes for Anosov flows. Inst. Hautes Études Sci. Publ. Math. No. 72 (1990), 5–61 (1991).
- avec Ralf Spatzier: First cohomology of Anosov actions of higher rank abelian groups and applications to rigidity.Inst. Hautes Études Sci. Publ. Math.  No. 79 (1994), 131–156.
- avec Ralf Spatzier: Invariant measures for higher-rank hyperbolic abelian actions. Ergodic Theory Dynam. Systems 16 (1996), no. 4, 751–778.
- avec Ralf Spatzier: Differential rigidity of Anosov actions of higher rank abelian groups and algebraic lattice actions. (russe) Tr. Mat. Inst. Steklova 216 (1997),  Din. Sist. i Smezhnye Vopr., 292--319. (Traduction : Proc. Steklov Inst. Math. 1997, no. 1 (216), 287–314)
- avec Manfred Einsiedler, Elon Lindenstrauss: Invariant measures and the set of exceptions to Littlewood's conjecture. Ann. of Math. (2) 164 (2006), no. 2, 513–560.
- avec Danijela Damjanović: Local rigidity of partially hyperbolic actions I. KAM method and Zk actions on the torus. Ann. of Math. (2) 172 (2010), no. 3, 1805–1858.

## Lies externes
- Ressources relatives à la recherche :   - Google Scholar
  - Mathematics Genealogy Project
- Notices d'autorité :   - VIAF
  - ISNI
  - BnF (données)
  - IdRef
  - LCCN
  - GND
  - Belgique
  - Pays-Bas
  - Pologne
  - Israël
  - NUKAT
  - Tchéquie
  - Lettonie
  - WorldCat